# Список советских программ разработки систем противоракетной обороны
Ниже представлен список комплексных программ разработки систем противоракетной обороны в СССР, с указанием программ, проектов и направлений исследований (тем), разрабатывавшихся в рамках данных комплексных программ. Не все из указанных ниже программ предполагали создание собственно противоракетных вооружений, многие из них были программами в сфере ракетно-космической техники и радиотехники, прочности и сопротивления материалов, устойчивости их к применению противником оружия массового поражения и к воздействию других агрессивных факторов среды (коррозии металлических деталей, эрозивности грунтов в районе постройки стационарных систем ПРО), и других областей научного знания, однако, разрабатывались они для нужд противоракетной обороны страны или под конкретные проектируемые или вводимые в эксплуатацию системы противоракетной обороны. Учитывая то обстоятельство, что подавляющее большинство проектов исследований в сфере разработки новых и модернизации существующих систем вооружения и борьбы с ними (защиты от него) ведётся в соответствии с требованиями нормативно-правовых актов о защите государственной тайны, материалы и документация по ним ведутся в порядке секретного делопроизводства и не подлежат разглашению, значительное число проектов по прежнему сохраняется в секрете. Отсюда, скудность информации о каждом конкретном проекте и программе. Сложность сбора и обработки информации по советским программам разработки систем противоракетной обороны заключается и в том, что в советское время данные программы и разработки по ним могли проходить под другими шифрованными наименованиями, шифры могли меняться в связи с различными обстоятельствами и т. д.

## Д-20 (ИСВ-48)
Комплексная программа Д-20 (ИСВ-48) предусматривала разработки в области создания наземных систем противоракетной обороны — зональных и общесоюзных, а также вспомогательных тактических систем и комплексов прикрытия войск. Общее количество запланированных к реализации научно-исследовательских (НИР), научно-исследовательских и экспериментальных (НИЭР), опытно-конструкторских работ (ОКР) и фундаментальных исследований (ФИ) в рамках программ Д-20 и СК-1000 — 289.
| Список опытно-конструкторских, исследовательских и экспериментальных работ, выполнявшихся в рамках комплексной долгосрочной программы Д-20 (ИСВ-48) | Список опытно-конструкторских, исследовательских и экспериментальных работ, выполнявшихся в рамках комплексной долгосрочной программы Д-20 (ИСВ-48) | Список опытно-конструкторских, исследовательских и экспериментальных работ, выполнявшихся в рамках комплексной долгосрочной программы Д-20 (ИСВ-48) | Список опытно-конструкторских, исследовательских и экспериментальных работ, выполнявшихся в рамках комплексной долгосрочной программы Д-20 (ИСВ-48) | Список опытно-конструкторских, исследовательских и экспериментальных работ, выполнявшихся в рамках комплексной долгосрочной программы Д-20 (ИСВ-48) | Список опытно-конструкторских, исследовательских и экспериментальных работ, выполнявшихся в рамках комплексной долгосрочной программы Д-20 (ИСВ-48) | Список опытно-конструкторских, исследовательских и экспериментальных работ, выполнявшихся в рамках комплексной долгосрочной программы Д-20 (ИСВ-48) |
| Название ОКР, НИР, НИЭР | Период времени | Направление работ | ? | Научный руководитель(и) | Головное учреждение | Задействованные учреждения |
| --- | --- | --- | --- | --- | --- | --- |
| Берест | 1957–1958 | Работа по анализу развития средств противодействия противоракетной обороны                                                                          | | Пономарёв Н. Г. | ЦНИИ-108 | |
| Верба | 1961–1963 | Работа по применению надувных и дипольных отражателей для защиты головных головных частей баллистических ракет                                      | | Погорелко П. А. | ЦНИИ-108 | |
| Вьюга | 1958–1961 | Создание помех радиолокационным станциям противоракетной обороны                                                                                    | | Легкий И. А. | ЦНИИ-108 | |
| Газон | 1952–1959 | Создание помех радиолокационным станциям противоракетной обороны                                                                                    | | Огневский В. В. | ЦНИИ-108 | |
| Забор | 1952–1959 | Создание помех радиолокационным станциям противоракетной обороны                                                                                    | | Загорянский А. В. | ЦНИИ-108 | |
| Затвор | 1957–1958 | Исследование мер радиопротиводействия | | Резник В. И. | ЦНИИ-108 | |
| Игла | 1961–1980 | Разработка радиопоглощающих материалов и конструкций                                                                                                | | Данилов А. В. | ЦНИИ-108 | |
| Интеграл | 1974–? | Работа по анализу развития средств противодействия противоракетной обороны                                                                          | | Пугачёв В. Н., Пономарёв Н. Г. | ЦНПО «Вымпел» | ЦНИРТИ |
| Интеграл-2 | | Работа по анализу развития средств противодействия противоракетной обороны                                                                          | | Пугачёв В. Н., Пономарёв Н. Г. | ЦНПО «Вымпел» | ЦНИРТИ |
| Интеграл-3 | ?–1990 | Работа по анализу развития средств противодействия противоракетной обороны                                                                          | | Пугачёв В. Н., Пономарёв Н. Г. | ЦНПО «Вымпел» | ЦНИРТИ |
| Кактус | 1961–1980 | Работа по использованию радиопоглощающих материалов для преодоления противоракетной обороны                                                         | | Школьников В. С., Данилов А. В. | ЦНИИ-108 | |
| Киев | | | | | | |
| Комплект | 1957–1958 | Работа по анализу развития средств противодействия противоракетной обороны                                                                          | | Пономарёв Н. Г. | ЦНИИ-108 | |
| Копьё | | | | | | |
| Кратер | | Работа по анализу развития средств противодействия противоракетной обороны                                                                          | | Пономарёв Н. Г. | ЦНИИ-108 | |
| Крот | 1958–1961 | Работа по созданию космической министанции шумовых помех                                                                                            | | Герасименко В. М., Спиридонов Ю. А. | ЦНИИ-108 | |
| Крушина | 1961–1980 | Разработка радиопоглощающих материалов и конструкций                                                                                                | | Данилов А. В. | ЦНИИ-108 | |
| Куст-П | 1959 | Создание помех радиолокационным станциям противоракетной обороны                                                                                    | | Загорянский А. В. | ЦНИИ-108 | |
| Купол | 1963 | Разработка комплексов средств преодоления (КСП) противоракетной обороны для боевых блоков баллистических ракет                                      | | Алексеев Н. А. | ЦНИИ-108 | |
| Молния | | | | | | |
| Море | 1957–1958 | Работа по расчёту характеристик заметности низколетящих крылатых ракет                                                                              | | Резник В. И. | ЦНИИ-108 | |
| Нарва | | | | | | |
| Ока | 1961–1980 | Разработка радиопоглощающих материалов и конструкций                                                                                                | | Данилов А. В. | ЦНИИ-108 | |
| Онега-Э | | Создание информационного оптико-электронного комплекса самолётного базирования «Онега»                                                              | | | ЦНИИ-108 | |
| Руза | 1986 | | | Хватов Л. Г. | ЦНПО «Вымпел» | |
| Рябина | 1961–1980 | Разработка радиопоглощающих материалов и конструкций                                                                                                | | Данилов А. В. | ЦНИИ-108 | |
| Саксаул | 1957–1958 | Исследование мер радиопротиводействия | | Резник В. И. | ЦНИИ-108 | |
| Самшит | 1961–1980 | Разработка радиопоглощающих материалов и конструкций                                                                                                | | Данилов А. В. | ЦНИИ-108 | |
| Селекция | 1966 | Работа по перехвату сложных баллистических целей | | Кисунько Г. В., Тартаковский Г. П. | ЦНПО «Вымпел» | |
| Сосна | 1961–1980 | Разработка радиопоглощающих материалов и конструкций                                                                                                | | Данилов А. В. | ЦНИИ-108 | |
| Фара | | | | | | |
| Фон | 1970–1971 | Проработка аванпроекта системы противоракетной обороны второго поколения                                                                            | Да | Виноградов Б. П. | ЦНПО «Вымпел» | |
| Фон-2 | | Разработка проекта системы противоракетной обороны с элементами космического базирования                                                            | | Виноградов Б. П. | ЦНПО «Вымпел» | |
| Фон-3 | 1976–2001 | | | Виноградов Б. П. | ЦНПО «Вымпел» | |
| Фронтон | | | | | | |
| Шрапнель | | Работа по созданию экспериментального комплекса противоракетной обороны на полигоне                                                                 | | Виноградов Б. П. | ЦНПО «Вымпел» | |

## РП-412
Комплексная программа РП-412

## СК-1000
Комплексная программа СК-1000 («Многоцелевая боевая космическая система») предусматривала разработку систем противоракетной обороны с элементами космического базирования, а также новых ракетных комплексов, способных преодолевать противоракетную оборону противника (США и НАТО).

## СП-2000
Комплексная программа СП-2000

## Терра
Комплексная программа Терра предусматривала разработки и исследования в области создания боевых лазеров и их боевого применения, путём создания систем лазерного оружия: стационарных (повышенной мощности) и мобильных, в том числе с монтажом на уже существующие или разрабатываемые образцы военной техники: авиационной и бронетехники. Основное направление работ: Создание средств поражения на основе лазера для нужд противоракетной обороны страны.
| Список опытно-конструкторских, исследовательских и экспериментальных работ, выполнявшихся в рамках целевой программы «Терра» | Список опытно-конструкторских, исследовательских и экспериментальных работ, выполнявшихся в рамках целевой программы «Терра» | Список опытно-конструкторских, исследовательских и экспериментальных работ, выполнявшихся в рамках целевой программы «Терра»                            | Список опытно-конструкторских, исследовательских и экспериментальных работ, выполнявшихся в рамках целевой программы «Терра» | Список опытно-конструкторских, исследовательских и экспериментальных работ, выполнявшихся в рамках целевой программы «Терра» | Список опытно-конструкторских, исследовательских и экспериментальных работ, выполнявшихся в рамках целевой программы «Терра» | Список опытно-конструкторских, исследовательских и экспериментальных работ, выполнявшихся в рамках целевой программы «Терра» |
| Название ОКР, НИР, НИЭР | Период времени | Направление работ | ? | Научный руководитель(и) | Головное учреждение | Задействованные учреждения |
| --- | --- | --- | --- | --- | --- | --- |
| Терра | | Исследование возможности создания мощных газовых квантовых генераторов                                                                                  | | | | |
| Терра-2 | | Исследование возможности создания мощных газовых квантовых генераторов                                                                                  | | Собельман И. И. | ФИАН | |
| Терра-3 | 1966–1978 | Изучение возможности использования излучения мощного лазера для поражения головных частей баллистических ракет на конечном участке траектории их полёта | Нет | Басов Н. Г. | ЦКБ «Луч» (с 1978 — НПО «Астрофизика»)                                                                                       | 10-й ГНИИП МО СССР, з-д «Большевик», ВНИИЭФ, ГИПХ, лаборатория ГОИ, ИАЭ, ИОФ, ИХФ, КБ «Автоматические системы», КБ ПМЗ, КБ специальных оптических систем ЛОМО, КБЭМ, МВТУ им. Н. Э. Баумана, ОКБ-30 (с 1966 — ЦНПО «Вымпел»), ОКБ «Радуга», ФАИ, ФИАН, ЦНИИАГ и др. |